# محمية جبل قهوان
تقع محمية جبل قهوان في ولاية جعلان بني بوحسن في محافظة الشرقية بين سلسلة جبلية من الصخور الرسوبية شديدة الانحدار، والأودية ذات الأحواض الحصوية مختلفة الأحجام في محافظة جنوب الشرقية. تبلغ مساحتها الإجمالية قرابة 28905 كيلومتراً مربعاً. أما ارتفاع جبل قهوان فيتراوح بين 1000 و1300 متر فوق سطح البحر، وترتفع أعلى قمة فيه إلى 1386 متراً.
تتميز محمية جبل قهوان الطبيعية بتنوعها الأحيائي، حيث توجد بها العديد من النباتات كأشجار العتم، والسدر، والسمر، والغاف، والقفصية، واللثب، والشوع، والشحس، والغلاس (المحلاح)، وغيرها، وهي أشجار ذات قيمة حيوية نظرًا لأهميتها إذ تعتمد عليها حياة الكثير من الكائنات الحية فتستخدمها غذاء ومكانا للاختباء والراحة.
تعيش في المحمية العديد من الحيوانات النادرة، وتتكاثر فيها الثدييات مثل الوعل العربي والغزلان، والذئاب العربية، والثعلب الأحمر، والثعلب الجبلي، والوشق، والنمس والقط البري، والأرانب البرية و القنفذ االحبشي، وتتكاثر العديد من الزواحف، والعقارب، والعناكب، والطيور البرية والمتوطنة كالنسر المصري والحجب العربي والصقور والبوم وقمرية النخيل.

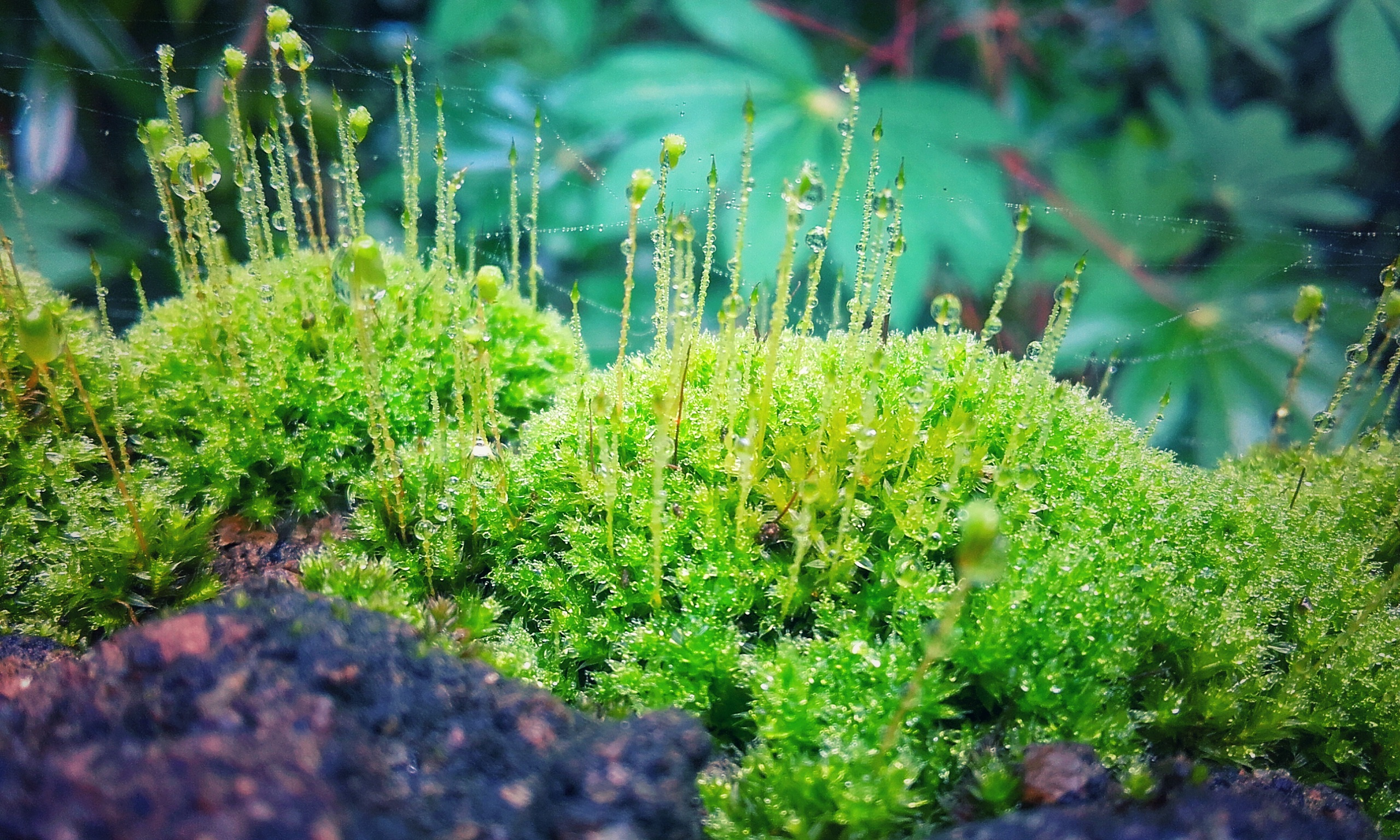

يوجد في المحمية 6 تجمعات سكانية، يمارس السكان رعي المواشي وجني عسل النحل في مواسمه ويمارسون صناعات المشغولات اليدوية والحرف التقليدية.
أعلنت محمية جبل قهوان الطبيعية محمية طبيعية لحماية النظم البيئية الطبيعية للمنطقة والحياة الفطرية النادرة والمحافظة على الإرث الإنساني الذي تتميز به المنطقة.